# Escuela de Artes y Oficios (Ecuador)
La Escuela de Artes y Oficios o Protectorado Católico, fue una institución educativa fundada en Quito en 1870 por el presidente ecuatoriano Gabriel García Moreno. Su misión era enseñar un oficio a las personas de escasos recursos.

## Historia
La característica fundamental de las presidencias de García Moreno era el interés en el desarrollo educativo y científico en el Ecuador. Así, dentro de su plan de enseñanza estaba, principalmente, la creación de una institución que gradúe ingenieros, la edificación de un observatorio astronómico, una academia de música, una escuela de pintura, una escuela para indígenas y una escuela de oficios.
Todas se concretaron con la Escuela Politécnica Nacional, el Observatorio Astronómico, el Conservatorio Nacional de Música, la Escuela de Pintura, la Escuela normal especial y el Protectorado Católico.
Los primeros profesores del protectorado fueron jesuitas traídos de Estados Unidos, España y Alemania, profesora al que luego se unirían ecuatorianos.
A fines del siglo XIX, durante la presidencia de José María Plácido Caamaño, el Protectorado quedó a cargo de los hermanos salesianos, quienes habían llegado al país a su pedido el 28 de enero de 1888.
En la presidencia de Isidro Ayora, el protectorado fue absorbido por la Facultad de Ciencias de la Universidad Central. 

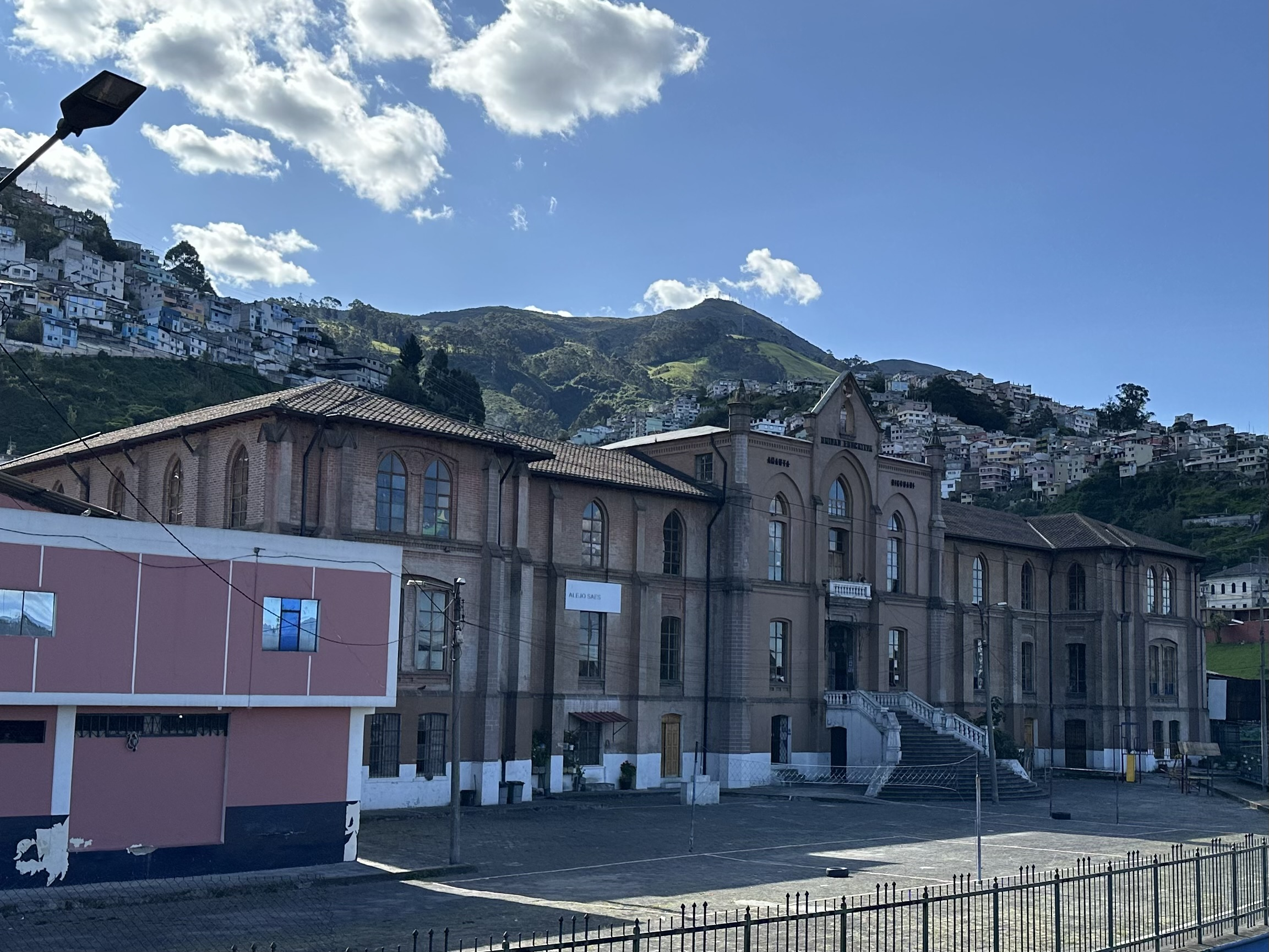
Edificio del Protectorado Católico o Escuela de Artes y Oficios en 2024

A finales de la década de los setenta, con la decadencia de la avenida 24 de Mayo, la facultad mudó de edificación, pasando a propiedad del gobierno local. Las obras de ingeniería civil como la avenida Mariscal Sucre habían mutilado parte de la 24 de Mayo y del predio del protectorado. El mercado de San Roque también ocupó las tierras del centro educativo. El edificio fue destinado desde entonces a un mercado de muebles, quedando en deterioro constante, por lo que el Municipio de Quito lo intervino en 2022.